# Kitbuqa
Kitbuqa Noyan (gestorven: 3 september 1260) was een Mongoolse krijgsheer die behoorde tot de Naimanen en hij was een nestioriaanse christen.

## Biografie
Kitbuqa behoorde tot het Mongoolse leger in 1253 dat onder leiding van Hulagu ten strijde trok tegen de Assassijnen. Nadat vele forten van de sekte in Quhistan vielen voor het Mongoolse leger gaf hun leider Rukn al-Din Khwurshah zich over. Kitbuqa escorteerde Khwurshah naar Hulagu die de leider de opdracht gaf om de resterende forten zich te laten overgeven. Na het beleg van Bagdad ondernam Hulagu een militaire campagne in Noord-Syrië en hier leidde Kitbuqa de achterhoede van het Mongoolse leger. In 1259 overleed Möngke Khan en moest Hulagu terugkeren naar Mongolië. Hij liet Kitbuqa met een relatief klein leger achter in Syrië. Op 1 maart 1260 maakte hij samen met Hethum I van Armenië en Bohemund VI van Antiochië zijn intrede in de stad Damascus. Het was voor het eerst in zes eeuwen dat er drie christelijke potentaten door de straten van de stad marcheerden.

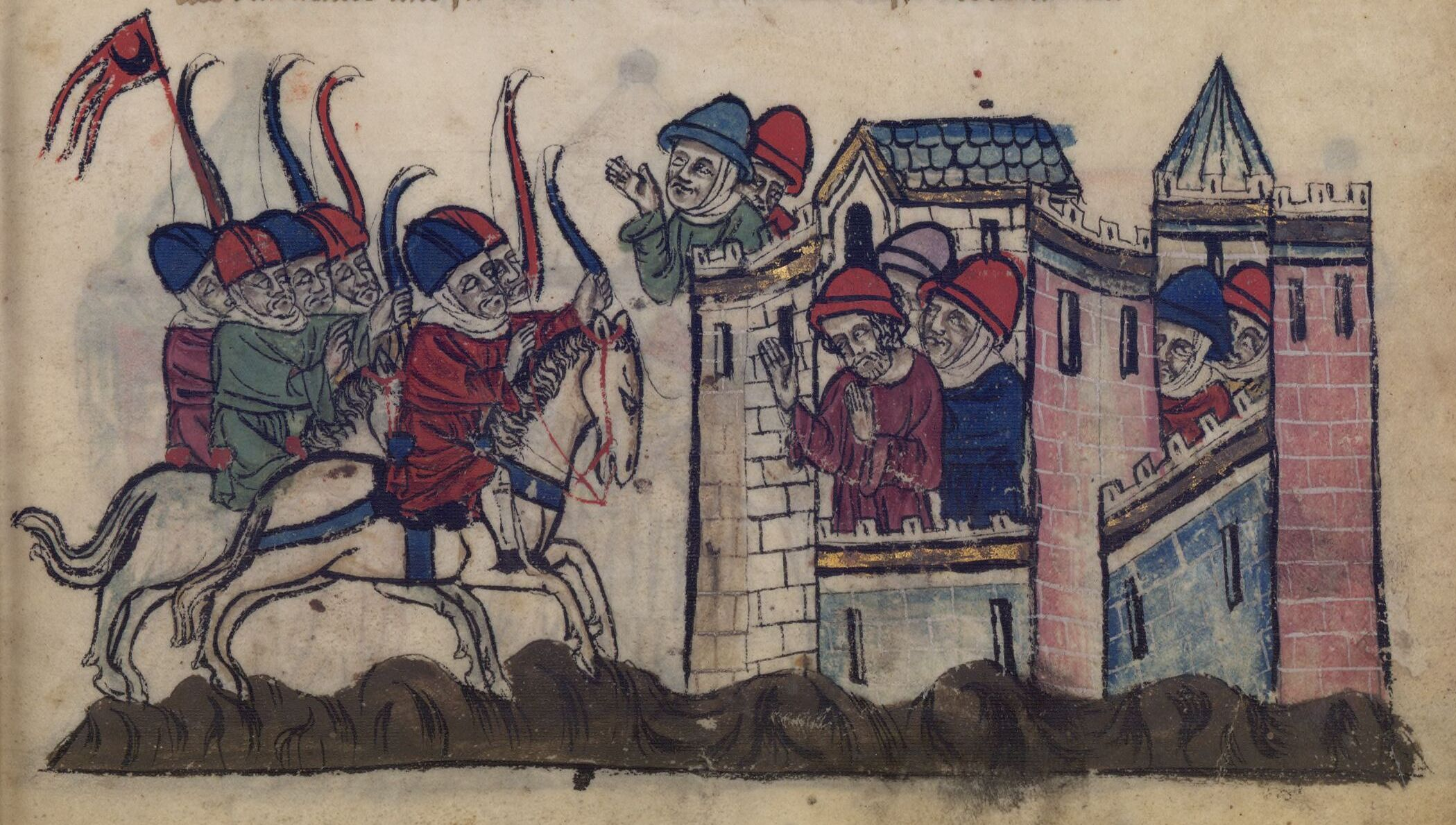
De Mongoolse aanval op Sidon, afbeelding uit de Fleur des histoires d'orient.

In de lente van 1260 stuurde Kitbuqa onderdelen van zijn legers erop uit om de plaatsen Nablus en Gaza te veroveren. Kort nadat het Mongoolse gezag hier was gevestigd ondernam Julian Grenier een plundertocht naar de Bekavallei dat onder Mongools bestuur stond. Kitbuqa reageerde op deze actie door een leger onder leiding van een leger van hem achter Grenier aan te sturen, maar deze werd door Grenier en zijn bondgenoten verslagen. Hierbij overleed ook deze neef van Kitbuqa waarop deze een wraakactie op touw zette. Met een groter leger marcheerde Kitbuqa naar Sidon en verwoestte de stad.
In 1260 stuurde Hulagu een boodschapper naar Caïro om sultan Qutuz tot overgave te dwingen. De sultan doodde echter de boodschapper en bereidde zich voor om de strijd met de Mongolen aan te gaan. Doordat de vijandelijkheden tussen de Mongolen onderling in Mongolië toenamen was Hulagu gedwongen om meer soldaten uit Syrië over te brengen waardoor het leger van Kitbuqa nog verder uitdunde. Waarschijnlijk telde het leger van Kitbuqa op dit moment nog hooguit 12.000 soldaten. Op 26 juli van dat jaar trok het Egyptische leger de grens over richting Gaza. Kitbuqa bevond zich op dat moment nog in Baalbek en trok direct op om zijn soldaten in Gaza te hulp te komen. Op 3 september ontmoetten de legers elkaar bij Ain Jalut. Door het gebrek aan verkenners liep Kitbuqa met zijn leger recht in de val die Qutuz voor hem had opgezet. De Mongolen verloren de slag en Kitbuqa werd gevangen genomen. Kitbuqa werd voor de sultan gebracht waar hij opschepte dat hij, in tegenstelling tot de Egyptische emirs, altijd trouw was aan zijn meester. Hierop werd hij onthoofd.